# Prêmio Contigo! de TV de 1998
Prêmio Contigo! de TV de 1998

1998
Novela:
Por Amor
Atriz:
Eva Wilma
Ator:
Antônio Fagundes
Autor(a):
Manoel Carlos
Direção:
Marcos Paulo
Prêmio Contigo! de TV 

← 1997  ·  2002 →
O 3º Prêmio Contigo! foi uma premiação realizada em 1998 pela Revista Contigo!, premiando os melhores de 1997.
Regina Duarte foi homenageado no evento.

## Vencedores
| Melhor Novela                                                                                  | Melhor Autor(a)                                                                              |
| ---------------------------------------------------------------------------------------------- | -------------------------------------------------------------------------------------------- |
| - Por Amor - Manoel Carlos - A Indomada - Aguinaldo Silva - Corpo Dourado - Antônio Calmon     | - Manoel Carlos - Por Amor - Aguinaldo Silva - A Indomada - Antônio Calmon - Corpo Dourado   |
| Melhor Atriz                                                                                   | Melhor Ator                                                                                  |
| - Eva Wilma - A Indomada - Regina Duarte - Por Amor - Flávia Monteiro - Chiquititas            | - Antonio Fagundes - Por Amor - Fábio Assunção - Por Amor - José Mayer - A Indomada          |
| Melhor Atriz Coadjuvante                                                                       | Melhor Ator Coadjuvante                                                                      |
| - Neuza Borges — A Indomada - Carolina Ferraz - Por Amor - Gabriela Duarte - Por Amor          | - Selton Mello — A Indomada - Eduardo Moscovis - Por Amor - Gerson Brenner - Corpo Dourado   |
| Melhor Vilã                                                                                    | Melhor Vilão                                                                                 |
| - Eva Wilma - A Indomada - Maria Luísa Mendonça - Corpo Dourado - Viviane Pasmanter - Por Amor | - Ney Latorraca - Zazá - Ary Fontoura - A Indomada - Jorge Dória - Zazá                      |
| Melhor Atriz Revelação                                                                         | Melhor Ator Revelação                                                                        |
| - Nívea Stelmann - A Indomada - Karla Muga - A Indomada - Juliana Knust - Malhação             | - Licurgo Spinola - A Indomada - Beto Nasci - Por Amor - Thiago Lacerda - Malhação           |
| Melhor Atriz infantil                                                                          | Melhor Ator infantil                                                                         |
| - Cecília Dassi — Por Amor - Carla Diaz - Chiquititas - Fernanda Souza - Chiquititas           | - Bruno de Luca — Malhação - Daniel Ávila - Corpo Dourado - Pierre Bittencourt - Chiquititas |
| Melhor Atriz Cômico                                                                            | Melhor Ator Cômico                                                                           |
| - Luiza Tomé — A Indomada                                                                      | - Paulo Betti — A Indomada                                                                   |
| Melhor Par Romântico                                                                           | Melhor Trilha Sonora                                                                         |
| - Eduardo Moscovis & Carolina Ferraz — Por Amor                                                | - Alberto Rosenblit — Por Amor                                                               |
| Melhor Figurino                                                                                | Melhor Maquiagem                                                                             |
| - Bete Filipecki — Por Amor                                                                    | - Luiz Ferreira — A Indomada                                                                 |
| Melhor Cenário                                                                                 | Melhor Diretor(a)                                                                            |
| - Raul Travassos — A Indomada                                                                  | - Marcos Paulo — A Indomada                                                                  |
| Participação Especial Feminina                                                                 | Participação Especial Masculina                                                              |
| - Renata Sorrah — A Indomada                                                                   | - Carlos Alberto Riccelli — A Indomada                                                       |
| Melhor Diretor de Arte                                                                         | Melhor Abertura                                                                              |
| - Ana Maria de Magalhães — Por Amor                                                            | - Hans Donner — Por Amor                                                                     |
| Efeitos Especiais                                                                              | Prêmio especial Novela                                                                       |
| - Wilson Aquino e Marcelo Brandão — A Indomada                                                 | - Chiquititas                                                                                |